# Yukikazu Suzuki
Yukikazu Suzuki (鈴木 行一, Suzuki Yukikazu, Tokyo, 11 février 1954 – 6 septembre 2010) est un compositeur, professeur de musique, chef d'orchestre et arrangeur japonais.

## Biographie
Suzuki étudie à partir de 1975 avec Hiroshi Hara, Mutsuo Shishido, Atsutada Otaka, Teizō Matsumura et Toshiro Mayuzumi à la Université des arts de Tokyo. Pendant de longues années, il a été l'assistant du compositeur Toshirō Mayuzumi. Plus tard, il est professeur à l'Université Kurashiki Sakuyo à Kurashiki. De 1976 jusqu'à sa mort, il est chef d'orchestre de l'orchestre de l'université de Tokyo.
Il travaille en indépendant en tant qu'arrangeur et compositeur et a écrit pour de différents genres. La violoniste Rieko Suzuki, a été sa femme. 

## Œuvres

### Orchestre
- 1978 Klima, pour orchestre
- 1980 Symfonische metamorfosen, pour piano et orchestre
- 1990 Ode, pour orchestre
- 1992 The River of Forest and Stars, pour hichiriki et orchestre
- 1994 Forest of Shining Life, pour ocarina et orchestre
- 2005 "Temple solicitation Book" prime Hayashi, pour chœur mixte et orchestre

### Orchestre d'harmonie
- 1977 For climat, pour ensemble de cuivres
- 1996 For the brilliance of darkness Wind

### Musique vocale

#### Chœur
- 1987 Jolies choses, suite pour chœur mixte
- 1990 Bruit de la mer, pour chœur mixte - sur un poème de Shinpei Kusano
- 1993 Arc-en-ciel, pour chœur mixte et piano - texte de Michizo Tachihara
- 1994 Familie, pour chœur mixte (ou chœur de femmes) et piano
- 1999 In het woud, pour chœur mixte et piano
- 2005 Oh my Friends, pour chœur mixte et piano

#### Lieder
- 2000 She, pour ténor et piano
- 2000 Katakoi, pour ténor et piano

### Musique de chambre
- 1975 Pluie d'automne
- 1976 Sonate pour hautbois et piano
- 1987 Quintette - The Rive of Forest and Stars, pour quintette à cordes et piano
- 1999 Quatuor à cordes n° 1
- 2000 Quatuor à cordes n° 2
- 2001 La folia - the frozen moonlight, pour violon et piano
- 2002 She closed her Heart, pour flûte
- 2005 Melodie, pour trompette et piano
- 2006 Monophonie, pour alto
- 2006 Spring of a Bank, pour trompette et piano
- 2009 Kyo-syo-no Mori (Forêt de son), pour alto et piano

### Piano
- 2006 Mataram no Hoshi

### pour instruments traditionnels
- 2006 Sakura Sakura – Transfiguration, pour 3 koto à 13 cordes, koto à 17 cordes, 3 shamisen, shakuhachi, autres instruments japonais et soprano

## Arrangements
- Toshirō Mayuzumi, musique de ballet « Le Kabuki » (1986)
- Ryūichi Sakamoto, musique pour la cérémonie d'ouverture des Jeux de Tokyo (1991)
- Ryūichi Sakamoto, « Mar Mediterraneo », pour la cérémonie d'ouverture des Jeux de Barcelone (1992)
- Franz Schubert, Winterreise pour baryton et orchestre (1997)